# Цхалтубо
Цхалту́бо (груз. წყალტუბო) — город на западе Грузии, административный центр Цхалтубского муниципалитета; в 8 километрах к северо-западу от Кутаиси. Население — 11 281 человек (2014 г.) Имеется железнодорожная станция, конечный пункт ветки Броцеула — Кутаиси — Цхалтубо. Расстояние до Тбилиси по железной дороге — 242 км.

## История
Первые упоминания о Цхалтубо относятся к VII веку. В XII—XIII веках город уже упоминается как лечебный пункт. Первые упоминания в изданиях «Берлинского общества природы» в 1782 году. В 1787 году российский академик П. С. Паллас обработал и издал на немецком языке «Путевые заметки» И. Гюльденштейна о Цхалтубо, а в 1809 году «Путевые заметки» И. Гюльденштейна были переведены с немецкого на русский язык, после чего в русской литературе появляются заметки о минеральных водах Цхалтубо. В 1815 году известный учёный Фон Клапорт в Берлине издаёт труд о Цхалтубо и свойствах его минеральных вод. В 1898 году Г. Струве после химических анализов источников минеральной воды причислил её к индифферентным источникам.
В 1920 году источники переходят под контроль государства и получают функцию бальнеологического курорта. Развитие курорта началось в 1926 году. В 1931 году курорт посетил генеральный секретарь ЦК ВКП (б) И. В. Сталин в связи с необходимостью лечения болезней ног. В 1931—32 годах проводятся широкомасштабные научно-исследовательские и гидрогеологические исследования.

Цхалтубо. Санаторий минобороны. (1950-е)

Очередной проект развития в 1936 году был представлен архитектором Н. Северовым. 11 сентября 1938 года Цхалтубо получило статус посёлка городского типа. В 1939 году Цхалтубский район был отделён от Кутаисского района, вследствие чего был основан Цхалтубский район с центром в Цхалтубо. В 1950—51 годах был разработан генплан (архитекторы: И. Заалишвили, В. Кедия), по которому Цхалтубо был разделён на бальнеологическую, санитарную и жилую зоны.
В годы развития были построены 19 санаториев и пансионатов («Мегоброба» («Дружба») в 1937—40 гг., арх. — Лентовский; «Тбилиси» в 1951 г., арх.: Олтаржевский, Б. Соболевский; «Имерети» в 1961 г., арх.: В. Алекси-Месхишвили, Л. Джанелидзе), 9 комплексов с лечебными ваннами, курортный парк, филиал научно-исследовательского института курортологии и физиотерапии.

## Природные условия
Город расположен на восточной холмистой окраине Колхидской низменности, в долине реки Цхалтубо, впадающей в реку Губисцкали (правый приток Риони). С северо-востока к городу примыкают отроги Самгуральского хребта Большого Кавказа. Окружающие холмы покрыты лиственными лесами (дуб, бук, граб) с вечнозелёными кустарниками в подлеске. В курортном парке представлено около 100 разновидностей субтропической флоры. Кроме того, в районе Цхалтубо много насаждений (главным образом, плодовые и декоративные культуры, а также сосна).
Климат субтропический и влажный. Зима очень мягкая, бесснежная; средняя температура января — +5 C°. Лето очень тёплое, солнечное, умеренно влажное; средняя температура августа — +24 C°. При преобладании тёплых влажных ветров с Чёрного моря иногда устанавливается так называемая влажнотропическая погода (обычно в августе); при восточных ветрах типа фёнов, наоборот, отмечается очень жаркая и очень сухая погода. Осень продолжительная, тёплая, солнечная.
Осадков 1700 мм в год, главным образом в виде ливней в апреле-октябре. Число часов солнечного сияния свыше 2000 в год. Наиболее сильные ветры (западные и восточные) дуют весной и зимой.
Суммарный дебит вод до 220 л/сек. Воды: азотные, термальные (34—35 °C), слаборадоновые (от 2 до 22 ед. Махе), сульфатно-гидрокарбонатно-хлоридные кальциево-магниевые кислые (pH 7,2); имеется также кремнезём, органические вещества, микроэлементы. Воду источников применяют для ванн, орошений и ингаляций. Лечение заболеваний органов кровообращения, движения и опоры, гинекологических, нервной системы. Санатории, ванные здания с бассейнами для купания, пансионаты. Филиал НИИ курортологии и физиотерапии министерства здравоохранения республики Грузия.

## Курорт

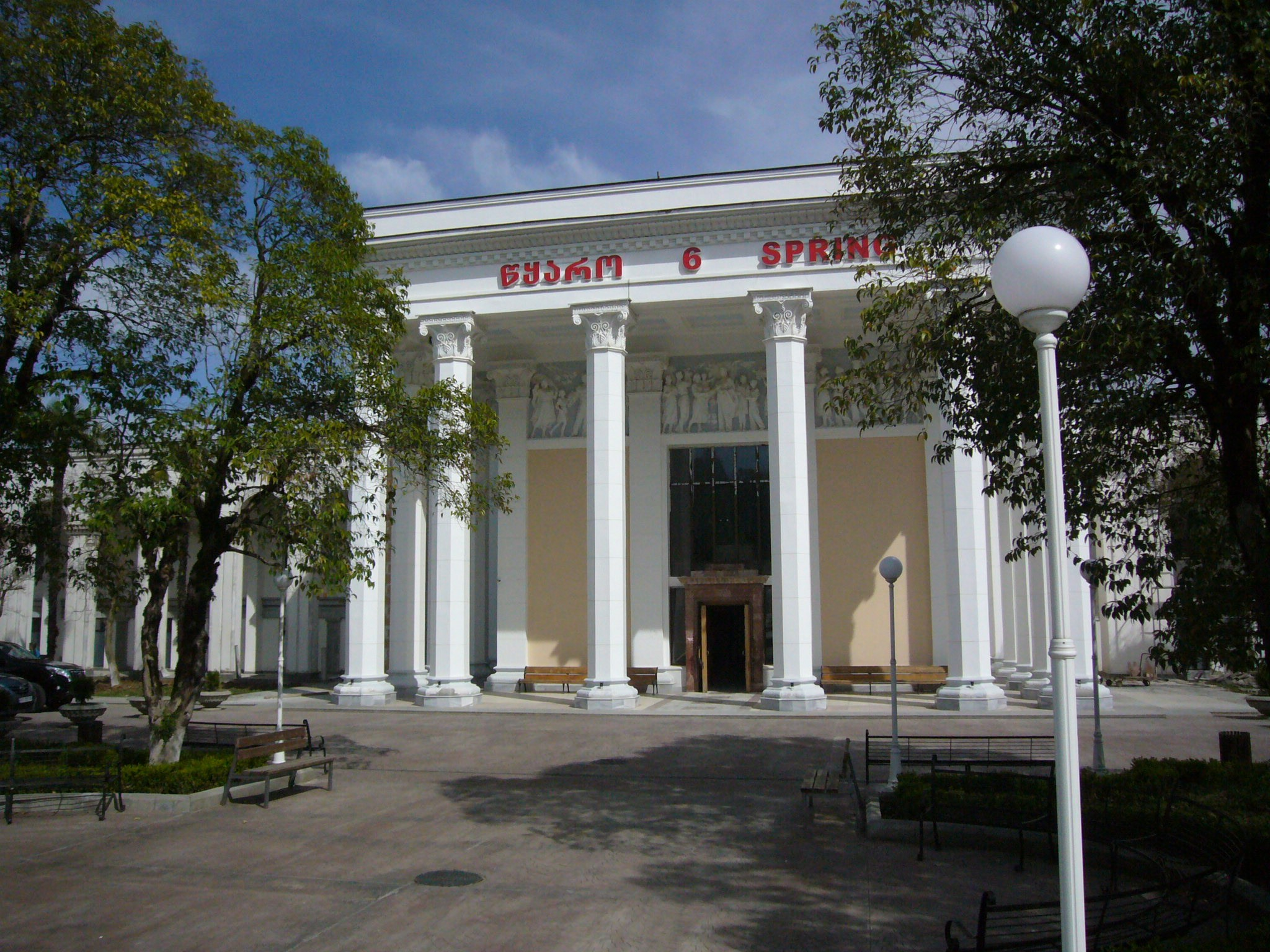
Цхалтубо, Источник No. 6 (2017)

Главный природный лечебный фактор цхалтубских вод — уникальные по своим физико-химическим свойствам термальные (33-35 градусов) радоновые минеральные воды.
Считается, что Цхалтубская минеральная вода излечивает следующие заболевания: конечностей, периферийной нервной системы, сердечно-сосудистых, кожных, обмена веществ, эндокринной системы, гинекологических, ревматизм, полиомиелита, церебрального паралича. Лечебными также являются карстовые пещеры со своим микроклиматом; они оказывают положительное влияние на больных бронхиальной астмой, стенокардией, гипертонией, неврозов и хронической пневмонией. Курс лечения — 3-4 недели.

## Инфраструктура

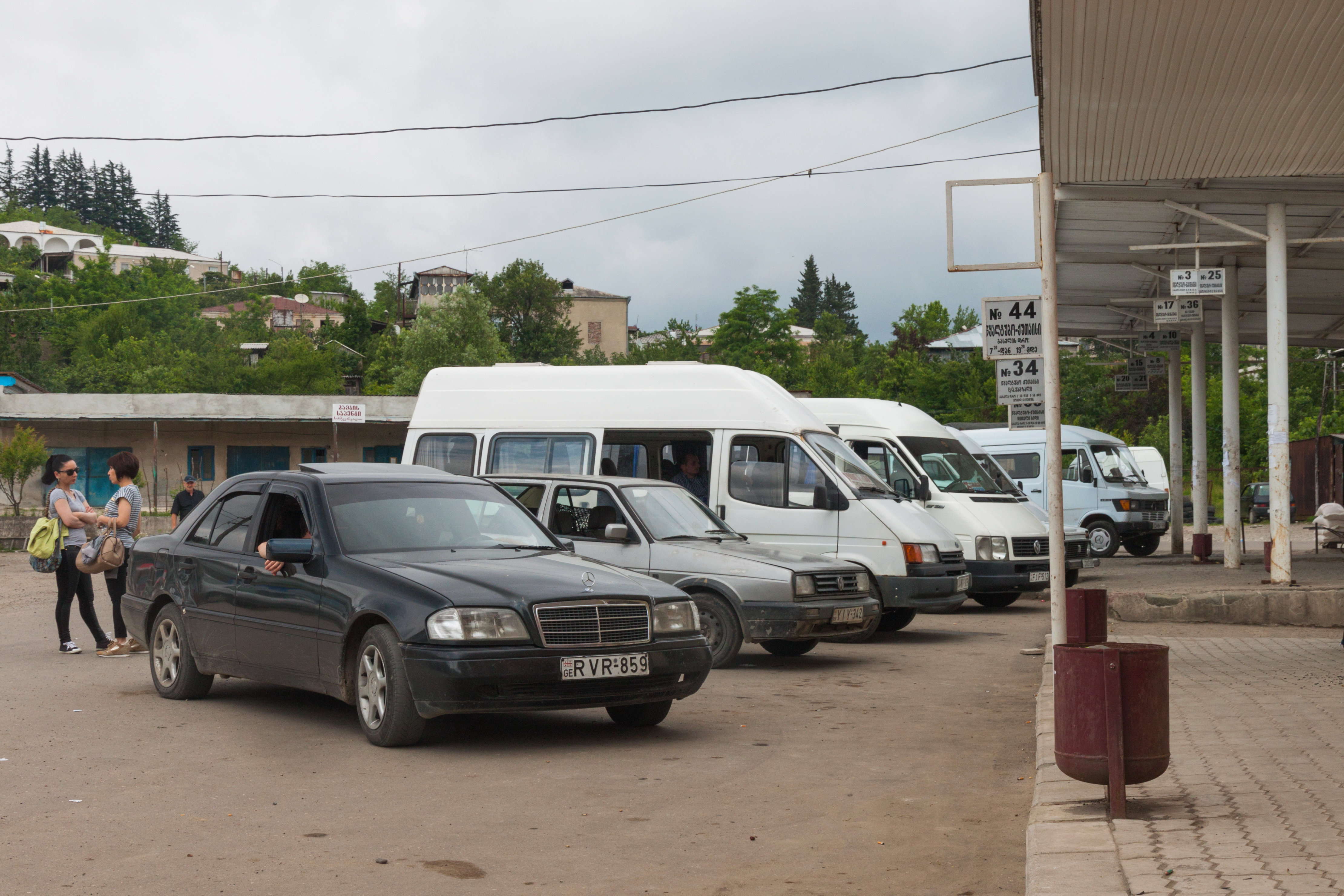
Автовокзал

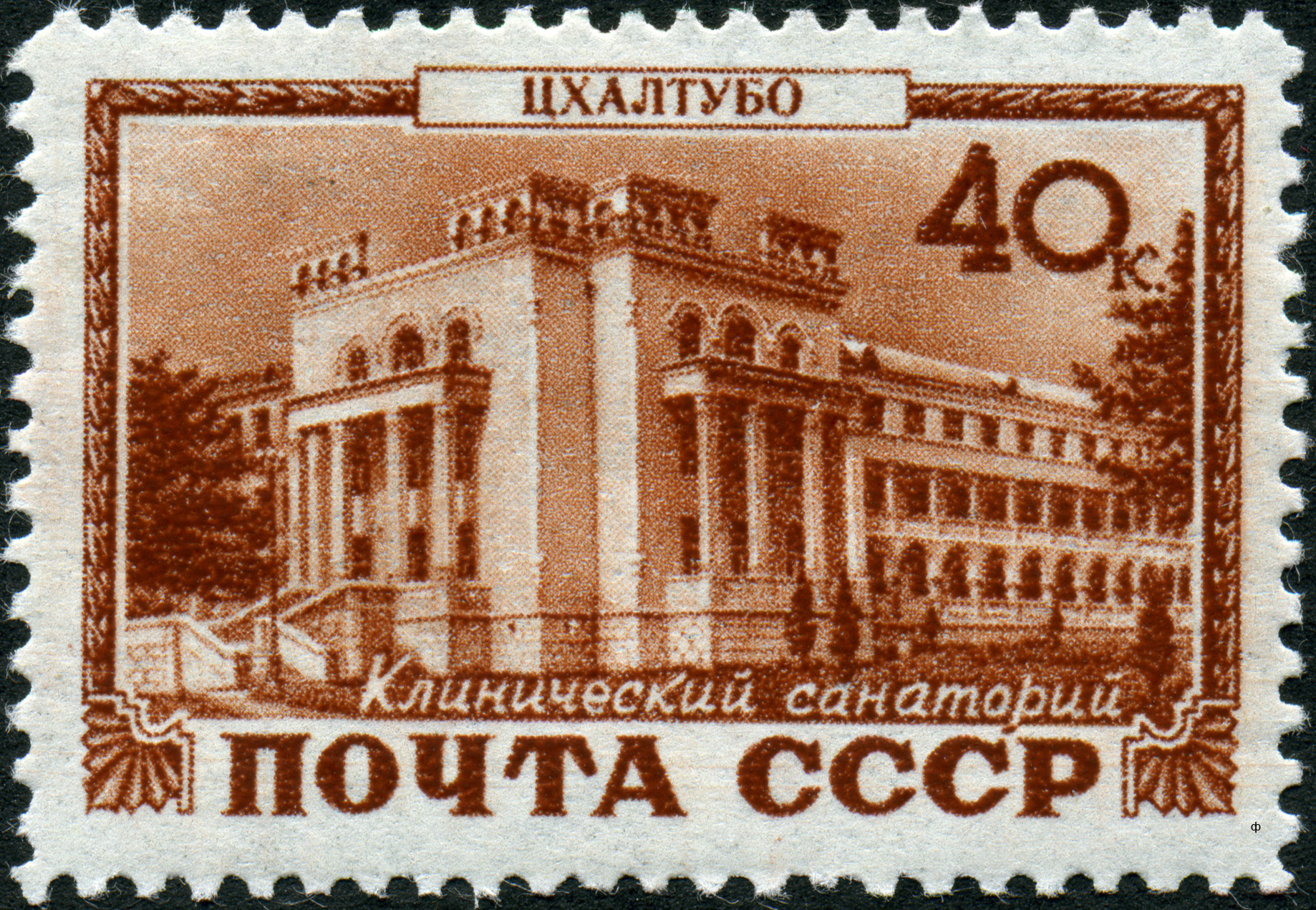
Почтовая марка, 1949 год

Первый проект планировки курорта составлен в 1932—40 (архитектор — Н. П. Северов). Генеральный план 1950—51 (архитекторы: И. Заалишвили и В. Кедиа) предусматривал кольцеобразную схему застройки. Разбит большой курортный парк, построены крупные санатории: «Дружба», 1937—40 (архитектор — С. М. Лентовский); «Тбилиси», 1951 (архитекторы: В. К. Олтаржевский, Б. А. Соболевский); «Шахтёр», 1951 (архитекторы: М. Мелеги, Г. Химшиашвили); «Металлург», 1957 (архитекторы: В. Кедиа, И. М. Соловьева); «Имерети», 1961 (архитекторы: В. Месхишвили, Л. Джанелидзе); «Геолог», 1976 (архитекторы: В. Кедиа, Ф. Куфарашвили) и др.; ванные здания, гостиницы, жилые дома.
До распада СССР в Цхалтубо работали несколько комбинатов/заводов и т. д. Курсировал прямой скорый поезд Москва — Цхалтубо.
Комбинаты:
- Мясо-молочный.

Заводы:
- Фруктовых вод и соков,
- Химический,
- Хрустальный,
- Природного камня,
- Стройдеталей.

Фабрики:
- Галантерейная фабрика,
- Объединение чайных фабрик,
- Добыча гумбрина.

Среди прочих достопримечательностей в окрестностях имеются пещерные комплексы Сатаплия, Кумистави и Навенахеви, а также краеведческий музей.

## Спорт
В городе имеется футбольный клуб — «Самгурали», основанный в 1945 году.
Также в городе начал работу баскетбольный клуб — «Цхалтубо», в 2015 году.

## Топографические карты
- Лист карты K-38-62 Кутаиси. Масштаб: 1 : 100 000. Состояние местности на 1987 год. Издание 1989 г.